# Urheberrecht (Schweiz)
Als Urheberrecht wird in der Schweiz ein Rechtsgebiet bezeichnet, das dem Schutze geistigen Eigentums dient.

## Rechtsquellen
- Bundesgesetz über das Urheberrecht und verwandte Schutzrechte

## Urheberrecht

### Schutzkriterien
Das Werk muss grundsätzlich folgende Bedingungen erfüllen: Es muss eine geistige Schöpfung darstellen und einen individuellen Charakter besitzen.
Speziell erwähnt werden gemäss Art. 2 URG folgende Werke:
a. literarische, wissenschaftliche und andere Sprachwerke;
b. Werke der Musik und andere akustische Werke;
c. Werke der bildenden Kunst, insbesondere der Malerei, der Bildhauerei und der Graphik;
d. Werke mit wissenschaftlichem oder technischem Inhalt wie Zeichnungen, Pläne, Karten oder plastische Darstellungen;
e. Werke der Baukunst;
f. Werke der angewandten Kunst;
g. fotografische, filmische und andere visuelle oder audiovisuelle Werke;
h. choreographische Werke und Pantomimen.
Des Weiteren sind Computerprogramme und – soweit sie die obgenannten Voraussetzungen erfüllen – Entwürfe, Titel und Teile von Werken geschützt.
Werke zweiter Hand (ein aufgrund bestehender Werke geschaffenes neues Werk. Die verwendeten Werke müssen erkennbar bleiben) und Sammlungen geniessen einen selbstständigen Schutz.

### Urheber
Grundsätzlich gilt die (natürliche) Person als Urheber, die das Werk geschaffen hat. Wenn mehrere Personen an der Schaffung eines Werkes mitgeholfen haben, können sie (falls nicht anders vereinbart und soweit sich die einzelnen Beiträge nicht teilen lassen) nur gemeinsam über die Werkverwendung bestimmen. Rechtsverletzungen können von jedem einzelnen Miturheber verfolgt werden.
Der Urheber hat das Recht auf Erstveröffentlichung, sowie das Recht auf Anerkennung der Urheberschaft. Des Weiteren hat er gemäss Art. 10 Abs. 2 folgende Nutzungsrechte:
Der Urheber oder die Urheberin hat insbesondere das Recht:
a. Werkexemplare wie Druckerzeugnisse, Ton-, Tonbild- oder Datenträger herzustellen;
b. Werkexemplare anzubieten, zu veräussern oder sonstwie zu verbreiten;
c. das Werk direkt oder mit Hilfe irgendwelcher Mittel vorzutragen, aufzuführen, vorzuführen oder es anderswo wahrnehmbar zu machen;
d. das Werk durch Radio, Fernsehen oder ähnliche Einrichtungen, auch über Leitungen, zu senden;
e. gesendete Werke mit Hilfe von technischen Einrichtungen, deren Träger nicht das ursprüngliche Sendeunternehmen ist, insbesondere auch über Leitungen, weiterzusenden;
f. Sendungen und Weitersendungen wahrnehmbar zu machen.
Der Urheber von Computerprogrammen hat das ausschliessliche Recht, sie zu vermieten.
Der Urheber darf über Änderungen, die Schaffung von Werken zweiter Hand, sowie über die Aufnahme in ein Sammelwerk verfügen.

### Übertragung der Urheberrechte
Im Gegensatz zu Deutschland und Österreich kann das Urheberrecht in der Schweiz auch unter Lebenden übertragen werden. Es ist darüber hinaus nicht nur übertragbar und vererblich, sondern es kann auch gänzlich darauf verzichtet werden.

«Sie [die Urheber] können aber auch auf das Gesamtrecht verzichten, wodurch das Urheberrecht am fraglichen Werk erlischt.»

Zu Computerprogrammen gibt es im Art. 17 URG eine Sonderregelung:
Wird in einem Arbeitsverhältnis bei Ausübung dienstlicher Tätigkeiten sowie in Erfüllung vertraglicher Pflichten ein Computerprogramm geschaffen, so ist der Arbeitgeber oder die Arbeitgeberin allein zur Ausübung der ausschliesslichen Verwendungsbefugnisse berechtigt.

### Schranken des Urheberrechts
Die Verwendung von veröffentlichten Werken zum Eigengebrauch ist gestattet. Das heisst, Werkverwendungen im persönlichen Bereich, sowie im Kreis von Verwandten und Freunden. Einer Lehrperson ist es erlaubt, das Werk für den Unterricht in der Klasse zu verwenden. Auch für die interne Information oder Dokumentation in Betrieben, öffentlichen Verwaltungen etc., ist die Vervielfältigung von Werkexemplaren erlaubt. Solche Vervielfältigungen können auch durch Drittpersonen hergestellt werden. Das Ganze gilt nicht für Computerprogramme. Für die beiden letzten Werkverwendungsarten (Unterricht, interne Information/Dokumentation) wird dem Urheber eine Vergütung geschuldet, die nur von den zugelassenen Verwertungsgesellschaften geltend gemacht werden kann. Auch wer als Drittperson (zum Beispiel eine Bibliothek, die ihren Benutzern ein Kopiergerät zur Verfügung stellt) Werkexemplare vervielfältigt, schuldet dem Urheber eine Vergütung.
Computerprogramme, von denen man das Recht hat, sie zu gebrauchen, darf man sich die erforderlichen Informationen über Schnittstellen zu unabhängig davon entwickelten Programmen durch Entschlüsselung des Programmcodes beschaffen. Dies ist auch Drittpersonen gestattet.
Das Recht, gesendete Werke wahrnehmbar zu machen oder weiterzusenden, kann nur über Verwertungsgesellschaften geltend gemacht werden. Erlaubt ist jedoch die Weitersendung von Werken über eine technische Einrichtung, die für eine kleine Empfängerschaft bestimmt ist. Diese Bestimmungen gelten nicht für die Weiterleitung von Programmen des Abonnementfernsehens (Pay-TV) und von Programmen, die in der Schweiz nicht empfangen werden können.
Wenn ein Musikwerk auf Tonträger mit Zustimmung des Urhebers aufgenommen, angeboten, veräussert oder sonstwie verbreitet wurde, hat der Hersteller – sofern sich die gewerbliche Niederlassung im Inland des Urheberrechtsbesitzers befindet – das Recht, «(…) gegen Entgelt die gleiche Erlaubnis für die Schweiz zu beanspruchen.» (Art. 23 Abs. 1 URG).
Kopien zu Archivierungszwecken dürfen unter der Bedingung hergestellt werden, dass die als Archivexemplar gekennzeichnete Kopie in einem für die Öffentlichkeit nicht zugänglichen Archiv aufbewahrt wird. Auch eine Sicherungskopie von Computerprogrammen ist erlaubt.
Zitate von veröffentlichten Werken sind gemäss Art. 25 URG erlaubt.
Veröffentlichte Werke dürfen zitiert werden, wenn das Zitat zur Erläuterung, als Hinweis oder zur Veranschaulichung dient und der Umfang des Zitats durch diesen Zweck gerechtfertigt ist.
Das Zitat sollte als solches erkennbar sein. Zudem muss die Quelle sowie die – sofern in der Quelle angegeben – Urheberschaft angegeben werden.
Werke dürfen von der Verwaltung einer Sammlung in einem Katalog abgebildet werden, wenn die Sammlung öffentlich zugänglich ist. Dasselbe gilt für Messe- und Auktionskataloge.
Befindet sich das Werk auf allgemein zugänglichem Grund, darf es abgebildet werden. Zudem darf die Abbildung angeboten, veräussert, gesendet oder auf eine andere Art verbreitet werden. Gemäss Art. 27 Abs. 2 URG darf die Abbildung jedoch «(…) nicht dreidimensional und auch nicht zum gleichen Zweck wie das Original verwendbar sein.»
Wenn es für die Berichterstattung über aktuelle Ereignisse notwendig ist, dürfen gemäss Art. 28 Abs. 1 URG «(…) die dabei wahrgenommenen Werke aufgezeichnet, vervielfältigt, vorgeführt, gesendet, verbreitet oder sonstwie wahrnehmbar gemacht werden.». Kurze Ausschnitte aus Presse-, Radio- und Fernsehberichten können zum Zweck der Information über aktuelle Fragen gemäss Art. 28 Abs. 2 «vervielfältigt, verbreitet und gesendet oder weitergesendet werden.». Zur Kennzeichnung gelten die gleichen Regeln wie bei den Zitaten.

### Schutzdauer
Sofern die Urheberschaft bekannt ist, gilt laut Art. 29 URG nach deren Tod eine Schutzfrist von 70 beziehungsweise bei Computerprogrammen von 50 Jahren. Ist die Urheberschaft unbekannt, gilt laut Art. 31 URG eine Schutzfrist von 70 Jahren nach der Veröffentlichung, beziehungsweise nach der letzten Lieferung (sofern das Werk in mehreren Lieferungen veröffentlicht wurde). Bei der Miturheberschaft wird laut Art. 30 URG die Schutzdauer vom Tod der zuletzt verstorbenen Person an berechnet. Sind die einzelnen Beiträge trennbar, gilt wie bei der einfachen Urheberschaft für die einzelnen Beiträge eine Schutzfrist von 70 beziehungsweise 50 Jahren nach dem Tod des jeweiligen Urhebers. Bei Filmen und anderen audiovisuellen Werken ist nur der Regisseur für die Berechnung der Schutzdauer massgebend. Als Stichtag gilt der 31. Dezember (Art. 32 URG).
Die Schutzfrist von 70 Jahren wurde erst durch das am 1. Juli 1993 in Kraft getretene neue URG eingeführt. Zuvor galt eine Schutzfrist von 50 Jahren, die bei der Anhebung auf 70 Jahre jedoch für Werke, deren Schutzfrist zu diesem Zeitpunkt bereits abgelaufen war, nicht erstreckt wurde. Das bedeutet, dass in der Schweiz alle Werke von Autoren, die vor 1943 verstorben sind, auch nach 1993 weiterhin gemeinfrei blieben. Dies hat das Bundesgericht in einer Entscheidung vom 13. Januar 1998 festgehalten:
Aus all diesen Gründen ist Art. 80 Abs. 1 URG dahingehend auszulegen, dass sich die Rückwirkung des neuen Rechts nicht auf Werke bezieht, die nach früherem Recht zwar urheberrechtlich geschützt waren, deren Schutzdauer aber vor dem Inkrafttreten des neuen Rechts abgelaufen war. Dieses Ergebnis lässt sich in Anlehnung an Art. 66 bis Abs. 1a URG auch so formulieren, dass die Verlängerung der Schutzdauer von fünfzig auf siebzig Jahre nach dem Tode des Urhebers oder der Urheberin nur auf jene bereits bestehenden Werke anwendbar ist, die im Zeitpunkt des Inkrafttretens der Verlängerung noch geschützt waren.
Somit bestand diesbezüglich bis zum 1. Januar 2013 ein merklicher Unterschied zwischen dem Schweizer Urheberrecht einerseits und dem deutschen und österreichischen auf der anderen Seite, der sich beispielsweise auf die Rechtslage der Werke von Carl Sternheim, der 1942 verstarb, auswirkt (das zitierte Urteil des Bundesgerichts bezieht sich auf einen Rechtsstreit um ein Theaterstück von Sternheim).

## Verwandte Schutzrechte

### Ausübende Künstler
Als ausübende Künstler werden natürliche Personen bezeichnet, die gemäss Art. 33 Abs. 1 URG «ein Werk darbieten oder an der Darbietung eines Werks künstlerisch mitwirken.» Sie haben gemäss Art. 33 Abs. 2 URG folgende Rechte:
Die ausübenden Künstler und Künstlerinnen haben das ausschliessliche Recht, ihre Darbietung:
a. ausserhalb des Raumes, in welchem sie erbracht wird, wahrnehmbar zu machen;
b. durch Radio, Fernsehen oder ähnliche Verfahren, auch über Leitungen, zu senden, sowie die gesendete Darbietung mit Hilfe von technischen Einrichtungen, deren Träger nicht das ursprüngliche Sendeunternehmen ist, weiterzusenden;
c. auf Ton-, Tonbild- oder Datenträger aufzunehmen und solche Aufnahmen zu vervielfältigen;
d. als Vervielfältigungsexemplare anzubieten, zu veräussern oder sonstwie zu verbreiten;
e. wahrnehmbar zu machen, wenn sie gesendet oder weitergesendet wird.
Wenn mehrere Personen bei der Darbietung künstlerisch mitwirken, steht ihnen das Schutzrecht gemeinschaftlich zu. Bei Chor-, Orchester- und Bühnenaufführungen legt das Gesetz fest, von wem die Zustimmung für die Verwendung der Darbietung erforderlich ist. Solange die Gruppe keine Vertretung besitzt oder die Leitung unbekannt ist, kann das verwandte Schutzrecht durch den Veranstalter, der von der Darbietung Vervielfältigungsexemplare hergestellt oder gesendet hat, wahrgenommen werden.
Bei der Verwendung von im Handel erhältlichen Ton- und Tonbildträgern im Sinne der Sendung, Weitersendung, des öffentlichen Empfangs oder der Aufführung, haben ausübende Künstler Anspruch auf Vergütung, woran der Hersteller des benutzten Trägers angemessen zu beteiligen ist. Die entsprechenden Ansprüche können nur durch die Verwertungsgesellschaften geltend gemacht werden.
Art. 36 URG hält fest:
Der Hersteller oder die Herstellerin von Ton- oder Tonbildträgern hat das ausschliessliche Recht, die Aufnahmen zu vervielfältigen und die Vervielfältigungsexemplare anzubieten, zu veräussern oder sonstwie zu verbreiten.
Die Sendeunternehmen haben gemäss Art. 37 URG das ausschliessliche Recht:
a. seine Sendung weiterzusenden;
b. seine Sendung wahrnehmbar zu machen;
c. seine Sendung auf Ton-, Tonbild- oder Datenträger aufzunehmen und solche Aufnahmen zu vervielfältigen;
d. die Vervielfältigungsexemplare seiner Sendung anzubieten, zu veräussern oder sonstwie zu verbreiten.
Art. 39 Abs. 1 URG hält fest:
Der Schutz beginnt mit der Darbietung des Werks durch die ausübenden Künstler und Künstlerinnen, mit der Herstellung der Ton- oder Tonbildträger sowie mit der Ausstrahlung der Sendung; er erlischt nach 50 Jahren.
Als Stichtag gilt der 31. Dezember.

## Verwertungsgesellschaften
Folgende Aspekte sind gemäss Art. 40 Abs. 1 URG der Bundesaufsicht unterstellt:
a. die Verwertung der ausschliesslichen Rechte zur Aufführung und Sendung nichttheatralischer Werke der Musik und zur Herstellung von Tonträgern oder Tonbildträgern solcher Werke;
b. das Geltendmachen der in diesem Gesetz vorgesehenen Vergütungsansprüche nach den Artikeln Art. 13, Art. 20, Art. 22 und Art. 35.
Die Verwertungsgesellschaften benötigen eine Bewilligung des Instituts für geistiges Eigentum. Sie bekommen die Bewilligung nur, wenn sie gemäss Art. 42 Abs. 1 URG:
a. nach schweizerischem Recht gegründet wurden, ihren Sitz in der Schweiz haben und ihre Geschäfte von der Schweiz aus führen;
b. die Verwertung von Urheberrechten oder verwandten Schutzrechten zum Hauptzweck haben;
c. allen Rechtsinhabern und -inhaberinnen offenstehen;
d. den Urhebern und Urheberinnen und den ausübenden Künstlern und Künstlerinnen ein angemessenes Mitbestimmungsrecht einräumen;
e. für die Einhaltung der gesetzlichen Vorschriften, insbesondere aufgrund ihrer Statuten, Gewähr bieten;
f. eine wirksame und wirtschaftliche Verwertung erwarten lassen.
Die Bewilligung wird für fünf Jahre erteilt und kann um fünf Jahre verlängert werden.

### Pflichten
Die Verwertungsgesellschaften müssen für die von ihnen geforderten Vergütungen Tarife aufstellen, über die sie mit den massgebenden Nutzerverbänden zu verhandeln haben und die sie der Eidgenössischen Schiedskommission für die Verwertung von Urheberrechten und verwandten Schutzrechten zur Genehmigung vorzulegen haben. Sind im gleichen Nutzungsbereich mehrere Verwertungsgesellschaften tätig, so haben sie einen gemeinsamen Tarif für die gleiche Verwendung festzulegen.
Zur Verteilung hält Art. 49 URG folgende Bedingungen fest:
¹Die Verwertungsgesellschaften müssen den Verwertungserlös nach Massgabe des Ertrags der einzelnen Werke und Darbietungen verteilen. Sie haben zur Feststellung der Berechtigten alle ihnen zumutbaren Anstrengungen zu unternehmen.
und
³ Der Erlös soll zwischen den ursprünglichen Rechtsinhabern und -inhaberinnen und andern Berechtigten so aufgeteilt werden, dass den Urhebern und Urheberinnen und den ausübenden Künstlern und Künstlerinnen in der Regel ein angemessener Anteil verbleibt. Eine andere Verteilung ist zulässig, wenn der Aufwand unzumutbar wäre.
Abmachungen der ursprünglichen Rechteinhaber mit Dritten werden durch das Verteilreglement nicht aufgehoben.
Die Werknutzer müssen den Verwertungsgesellschaften – soweit zumutbar – alle Auskünfte erteilen, die für die Gestaltung und Anwendung der Tarife und die Verteilung des Erlöses von Belang sind.
Als Aufsichtsbehörde fungiert das Institut für geistiges Eigentum. Die Aufsichtsbehörde ist für die Überwachung der Geschäftsführung der Verwertungsgesellschaften zuständig. Sie überprüft, ob die Verwertungsgesellschaften ihren Pflichten nachkommen. Die Aufsicht über die Tarife hat die Eidgenössische Schiedskommission für die Verwertung von Urheberrechten und verwandten Schutzrechten.

## Rechtsschutz
Wer in seinen Rechten verletzt wird, kann gemäss Art. 62 Abs. 1 URG verlangen:
a. eine drohende Verletzung zu verbieten;
b. eine bestehende Verletzung zu beseitigen;
c. die beklagte Person zu verpflichten, die Herkunft der in ihrem Besitz befindlichen, widerrechtlich hergestellten oder in Verkehr gebrachten Gegenstände anzugeben.
Möglich sind auch Klagen nach dem Obligationenrecht OR auf Schadenersatz, Genugtuung und Herausgabe eines Gewinnes. Gemäss Art. 63 Abs. 1 URG kann das Gericht «die Einziehung sowie die Vernichtung oder Unbrauchbarmachung von widerrechtlich hergestellten oder verwendeten Gegenständen anordnen, die sich im Besitz der beklagten Person befinden.» Dies gilt nicht für ausgeführte Werke der Baukunst. Des Weiteren kann eine Person, die auf gravierende Weise in ihren Rechten verletzt wird oder solche Verletzungen befürchten muss, die Anordnung von vorsorglichen Massnahmen wie Beweissicherung, Ermittlung der Herkunft, zur Wahrung des bestehenden Zustandes oder zur vorläufigen Vollstreckung von Unterlassungs- und Beseitigungsansprüchen beantragen.

### Strafbestimmungen
Bei Verstössen gegen das Urheberrecht und verwandte Schutzrechte handelt es sich um Antragsdelikte. Das heisst, dass die in ihren Rechten verletzte Person von sich aus Strafantrag stellen muss. Die Strafantragsfrist beträgt drei Monate nach Kenntnis der Urheberrechtsverletzung und des Täters (Art. 31 StGB). Als Strafmass gelten grundsätzlich Gefängnis bis zu einem Jahr oder Busse. Wer die Tat gewerbsmässig begeht, muss mit Gefängnis und Busse bis zu 100'000 Franken rechnen.
Der Urheberrechtsverletzung schuldig ist gemäss Art. 67 Abs. 1 URG, wer vorsätzlich und unrechtmässig:
a. ein Werk unter einer falschen oder einer andern als der vom Urheber oder von der Urheberin bestimmten Bezeichnung verwendet;
b. ein Werk veröffentlicht;
c. ein Werk ändert;
d. ein Werk zur Schaffung eines Werks zweiter Hand verwendet;
e. auf irgendeine Weise Werkexemplare herstellt;
f. Werkexemplare anbietet, veräussert oder sonstwie verbreitet;
g. ein Werk direkt oder mit Hilfe irgendwelcher Mittel vorträgt, aufführt, vorführt oder anderswo wahrnehmbar macht;
h. ein Werk durch Radio, Fernsehen oder ähnliche Verfahren, auch über Leitungen, sendet oder ein gesendetes Werk mittels technischer Einrichtungen, deren Träger nicht das ursprüngliche Sendeunternehmen ist, weitersendet;
i. ein gesendetes oder weitergesendetes Werk wahrnehmbar macht;
k. sich weigert, der zuständigen Behörde die Herkunft der in seinem Besitz befindlichen, rechtswidrig hergestellten oder in Verkehr gebrachten Werkexemplare anzugeben;
l. ein Computerprogramm vermietet.
Des Weiteren besagt Art. 68 URG:
Wer es vorsätzlich unterlässt, in den gesetzlich vorgesehenen Fällen (Art. 25 und 28) die benützte Quelle und, falls er in ihr genannt ist, den Urheber anzugeben, wird auf Antrag der in ihren Rechten verletzten Person mit Busse bestraft.
Der Verletzung von verwandten Schutzrechten schuldig ist gemäss Art. 69 Abs. 1 URG, wer vorsätzlich und unrechtmässig:
a. eine Werkdarbietung durch Radio, Fernsehen oder ähnliche Verfahren, auch über Leitungen, sendet;
b. eine Werkdarbietung auf Ton-, Tonbild- oder Datenträger aufnimmt;
c. Vervielfältigungsexemplare einer Werkdarbietung anbietet, veräussert oder sonstwie verbreitet;
d. eine gesendete Werkdarbietung mittels technischer Einrichtungen, deren Träger nicht das ursprüngliche Sendeunternehmen ist, weitersendet;
e. eine gesendete oder weitergesendete Werkdarbietung wahrnehmbar macht;
f. einen Ton- oder Tonbildträger vervielfältigt, die Vervielfältigungsexemplare anbietet, veräussert oder sonstwie verbreitet;
g. eine Sendung weitersendet;
h. eine Sendung auf Ton-, Tonbild- oder Datenträger aufnimmt;
i. eine auf Ton-, Tonbild- oder Datenträger festgelegte Sendung vervielfältigt oder solche Vervielfältigungsexemplare verbreitet;
k. sich weigert, der zuständigen Behörde die Herkunft der in seinem Besitz befindlichen rechtswidrig hergestellten oder in Verkehr gebrachten Träger einer nach den Artikeln Art. 33, Art. 36 oder Art. 37 geschützten Leistung anzugeben.
Art. 70 URG besagt:
Wer ohne erforderliche Bewilligung (Art. 41 URG) Urheber- oder verwandte Schutzrechte geltend macht, deren Verwertung der Bundesaufsicht unterstellt ist (Art. 41 URG), wird mit Haft oder Busse bestraft.
Bei Widerhandlungen in Geschäftsbetrieben, durch Beauftragte etc. sind gemäss Art. 71 URG «die Artikel Art. 6 und Art. 7 des Verwaltungsstrafrechtsgesetzes vom 22. März 1974 anwendbar.»
Zuständig für die Strafverfolgung sind die einzelnen Kantone. Die unerlaubte Geltendmachung von Rechten wird vom Institut für geistiges Eigentum verfolgt und beurteilt.
Die Verfügungen der Aufsichtsbehörde können bei der Rekurskommission für geistiges Eigentum angefochten werden. Gegen Entscheide der Rekurskommission und Schiedskommission kann beim Bundesgericht Beschwerde eingereicht werden.
Des Weiteren beinhaltet das URG noch Bestimmungen über die Hilfeleistung der Zollverwaltung.

## Verhältnis zum Kartellgesetz
Gemäss Art. 3 Abs. 2 Kartellgesetz fallen Wettbewerbswirkungen, die sich ausschliesslich aus der Gesetzgebung über das geistige Eigentum ergeben, nicht unter das Kartellgesetz. Die Bestimmungen des Urhebergesetzes gehen somit grundsätzlich dem Kartellgesetz vor. Davon ausgenommen sind Einfuhrbeschränkungen, die sich auf Rechte des geistigen Eigentums stützen. Diese unterliegen der Beurteilung gemäss Kartellgesetz.

## Teilrevision 2008
Im Herbst 2004 gab das Institut für geistiges Eigentum im Auftrag des Bundesrates einen Entwurf für ein neues Urheberrechtsgesetz in die Vernehmlassung, die bis zum 31. Januar 2005 lief. Ziel dieser Gesetzesrevision ist die Anpassung des URG an neue Kommunikationstechniken wie das Internet. Ein weiteres Ziel, das mit dieser Revision erreicht werden soll, ist die Umsetzung des von der Schweiz mit unterzeichneten WIPO-Abkommens (WIPO = Weltorganisation für geistiges Eigentum) und die Angleichung ans EU-Recht.
Die Revision umfasst folgende Kernkomponenten: Umfassender Schutz von technischen Schutzmassnahmen, Verbot der Umgehung solcher Massnahmen, das Verbot von Vorrichtungen, Dienstleistungen etc. zur Umgehung solcher Massnahmen; Einführung einer Abgabe für alle Geräte, mit denen die Vervielfältigung von urheberrechtlich geschützten Werken möglich ist; zugänglichmachen von urheberrechtlich geschützten Werken für Behinderte; Ausbau der verwandten Schutzrechte.

### Konkrete Anpassungen
Dem Urheber wird neu das Recht gegeben, seine Werke so zugänglich und wahrnehmbar zu machen, dass Personen von einem Ort und Zeitpunkt ihrer Wahl Zugang haben.
Neu wird das Vervielfältigen von Werken im privaten Kreis, für den Unterricht, in Betrieben etc. und durch Drittpersonen vergütungspflichtig. Diese Vergütung wird im privaten Kreis nur von den Herstellern oder Importeuren von Geräten, die zur Vervielfältigung geeignet sind, geschuldet. Bei Vervielfältigungen für den Unterricht, in Betrieben, sowie durch Drittpersonen sind die Hersteller und die Gerätebesitzer Schuldner. Davon ausgenommen sind die KMU, in denen nur gelegentlich oder in geringen Umfang geschützte Werke vervielfältigt werden. Die neue Geräteabgabe ist mit der Leerträgerabgabe kumulierbar. Diese Vergütungsansprüche werden durch die zugelassenen Verwertungsgesellschaften geltend gemacht.
Werke nichttheatralischer Musik, über Radio- und Fernsehprogramme zugänglich zu machen ist nur im Einverständnis einer Verwertungsgesellschaft möglich. Werden dazu im Handel erhältliche oder zugänglich gemachte Ton- und Tonbildträger verwendet, dürfen die Vervielfältigungen nicht verbreitet werden. Sie müssen gelöscht werden, wenn sie ihren Zweck erfüllt haben.
Vorübergehende Vervielfältigungen sind unter gewissen Voraussetzungen im Bezug auf flüchtige Speicherungen zulässig.
Neu ist auch, dass Werke in einer behindertengerechten Form zugänglich gemacht werden dürfen. Solche Exemplare dürfen jedoch nur für Behinderte, sowie ohne Gewinnzweck hergestellt und in Verkehr gebracht werden. Für diese Verwendungsart wird dem Urheber eine Vergütung geschuldet, die nur von den Verwertungsgesellschaften geltend gemacht werden kann.
Bei den ausübenden Künstlern ist es neu so, dass neben der Darbietung eines Werkes nun auch die Darbietung einer Ausdrucksweise der Folklore geschützt ist. Wie auch bei den Urhebern, bekommen sie jetzt das Recht, ihre Darbietungen so zugänglich und wahrnehmbar zu machen, dass Personen von einem Ort und Zeitpunkt ihrer Wahl Zugang haben. Zudem sollen neu auch die ausübenden Künstler das Recht auf Anerkennung der Interpreteneigenschaft an ihren Darbietungen haben.
Auch die Hersteller von Ton- und Tonbildträgern und die Sendeunternehmen sollen neu das Recht erhalten, ihre Aufnahmen beziehungsweise Sendungen so zugänglich zu machen, dass Personen von einem Ort und Zeitpunkt ihrer Wahl Zugang haben.
Wenn die Berechtigten und/oder ihr Aufenthaltsort unbekannt sind, die zu verwertenden Objekte in der Schweiz produziert oder hergestellt wurden und zehn Jahre verstrichen sind, werden die Rechte an Archivaufnahmen, audiovisuellen Werken, Ton- und Tonbildträgern von einer Verwertungsgesellschaft wahrgenommen.
Neu der Bundesaufsicht unterstellt ist die Verwertung der ausschliesslichen Rechte (sofern sie der kollektiven Verwertung unterstellt sind), das Geltendmachen von Vergütungsansprüchen, sowie die Verwertung der verwandten Schutzrechte.
Die Tätigkeit der Aufsichtsbehörde (Institut für geistiges Eigentum) ist im Unterschied zu jener der Schutzbehörde nicht mehr gebührenpflichtig.

### Schutz von technischen Schutzmassnahmen
Neu dürfen technische Massnahmen zum Schutze von urheberrechtlich geschützten Werken vor Ablauf der Schutzfristen nicht mehr umgangen werden. Geschützt sind gemäss E-URG Art. 39a «Zugangs- und Kopierkontrollen, Verschlüsselungs-, Verzerrungs- und andere Umwandlungsmechanismen» die von berechtigten Personen (Rechtsinhaber und ausschliessliche Lizenznehmer) angebracht wurden, um unerlaubte Werkverwendungen zu verhindern. Unter diese Kategorie gehört auch DRM. Jedes Umgehen, fürs Umgehen werben, beziehungsweise beim Umgehen helfen ist verboten, kann jedoch nicht durchgesetzt werden, wenn es einer gesetzlich erlaubten Verwendung dient.
Die Anwender solcher Schutzmassnahmen müssen Angaben über die Art der Massnahmen sowie über ihre Identität machen. Zudem müssen sie auf Verlangen einer Person mit einem rechtmässigen Zugang zum geschützten Objekt die gesetzlich erlaubte Handlung ermöglichen, was jedoch nicht für die (weitgehend) vollständige Vervielfältigung von im Handel erhältlichen Werkexemplaren gilt. Wenn der Anwender technischer Schutzmassnahmen die ob genannten Bedingungen nicht erfüllt, hat er keinen Anspruch auf Schutz seiner Massnahmen. Zudem hat die Person, die mit ihrem Begehren nicht durchkam, die Möglichkeit, vom Gericht zu verlangen, dass es die Anwender verpflichtet, dem Begehren stattzugeben.
Informationen über die Wahrnehmung von Urheber- und verwandten Schutzrechten sind insofern geschützt, als sie nicht entfernt werden müssen. Geschützt sind elektronische Informationen, sowie Zahlen, Codes etc. die an Ton-, Tonbild- oder Datenträger angebracht sind oder bei einer unkörperlichen Wiedergabe eines Schutzobjektes erscheinen. Werke, an denen solche Informationen entfernt wurden, dürfen so nicht vervielfältigt, weitergegeben, gesendet, zugänglich gemacht etc. werden. Der Schutz solcher Informationen erlischt mit der Schutzdauer des Werkes oder Schutzobjekts.

### Rechtsschutz
Die Strafbestimmungen für Urheberrechtsverletzungen werden sinngemäss an das revidierte Gesetz angepasst (unter Strafe stellen von unerlaubt Werke so zugänglich und wahrnehmbar zu machen, dass Personen von einem Ort und Zeitpunkt ihrer Wahl Zugang haben).
Die Strafbestimmungen für Verletzung von verwandten Schutzrechten werden um drei Punkte erweitert:
Auf Antrag der in ihren Rechten verletzten Person wird mit Freiheitsstrafe bis zu einem Jahr oder mit Geldstrafe bestraft, wer vorsätzlich und unrechtmässig: 
e. eine zugänglich gemachte, gesendete oder weitergesendete Werkdarbietung wahrnehmbar macht;
ebis. eine Werkdarbietung unter einem falschen oder einem anderen als dem vom ausübenden Künstler oder von der ausübenden Künstlerin bestimmten Künstlernamen verwendet; 
eter. eine Werkdarbietung, einen Ton- oder Tonbildträger oder eine Sendung mit irgendwelchen Mitteln so zugänglich macht, dass Personen von Orten und zu Zeiten ihrer Wahl dazu Zugang haben
Bei der Verletzung des Schutzes von technischen Massnahmen und von Informationen für die Wahrnehmung von Rechten handelt es sich wie bei den beiden anderen Tatbeständen um ein Antragsdelikt, das neu mit Freiheitsstrafe bis zu einem Jahr oder Geldstrafe bestraft wird. Schuldig ist gemäss E-URG 69a, wer vorsätzlich und unrechtmässig:
a. technische Massnahmen nach Artikel 39a Absatz 2 mit der Absicht umgeht, eine unerlaubte Verwendung von Werken oder anderen Schutzobjekten vorzunehmen oder sie einer anderen Person zu ermöglichen; 
b. Vorrichtungen und Erzeugnisse herstellt, einführt, anbietet, veräussert oder sonstwie verbreitet, vermietet, zum Gebrauch überlässt oder zu Erwerbszwecken besitzt, die hauptsächlich der Umgehung technischer Massnahmen nach Artikel 39a Absatz 2 dienen;
c. Dienstleistungen zur Umgehung technischer Massnahmen nach Artikel 39a Absatz 2 anbietet oder erbringt; 
d. Werbung für Mittel oder Dienstleistungen zur Umgehung technischer Massnahmen nach Artikel 39a Absatz 2 betreibt; 
e. elektronische Informationen zur Wahrnehmung der Urheber- und verwandten Schutzrechte nach Artikel 39c Absatz 2 entfernt oder ändert;
f. Werke oder andere Schutzobjekte, an denen Informationen über die Wahrnehmung von Rechten nach Artikel 39c Absatz 2 entfernt oder geändert wurden, vervielfältigt, einführt, anbietet, veräussert oder sonstwie verbreitet, sendet, wahrnehmbar oder zugänglich macht.
Die beiden letzten Punkte sind nur strafbar, wenn die Person weiss, beziehungsweise wissen muss, dass sie so die Verletzung eines Urheber- oder verwandten Schutzrechtes veranlasst oder ermöglicht.
Wer sich gegen E-URG 96a gewerbsmässig vergeht, muss gar mit Freiheitsstrafe bis zu drei Jahren oder Busse rechnen. Dieser Tatbestand wird von Amtes wegen verfolgt.
Neu ist auch, dass der Anwender von technischen Schutzmassnahmen, der vorsätzlich seine Kennzeichnungspflicht verletzt, mit Busse bis zu 20000 Franken bestraft wird.

### Verschiedene Standpunkte und Meinungen
Der Entwurf für ein neues Urheberrecht ist sehr umstritten. Auf der einen Seite steht vor allem die Musik- und Filmindustrie sowie die Softwarebranche, die sich vor allem für einen verstärkten Schutz von technischen Schutzmassnahmen (Kopierschutz, DRM) einsetzen; auf der anderen Seite diejenigen Verbände, Parteien, Organisationen etc. die befürchten, dass die Nutzerinteressen durch den vorliegenden Entwurf allzu sehr beschnitten werden. Der kleinste gemeinsame Nenner der Kontrahenten ist in der Tat sehr klein: Er beschränkt sich lediglich auf die Einsicht, dass das Urheberrecht an die neuen (digitalen) Technologien – allen voran das Internet – angepasst werden muss.

#### Befürworter
Bei den Befürwortern muss man an allererster Stelle die Musik- und Filmindustrie sowie die Softwarebranche erwähnen, denen wegen Urheberrechtsverletzungen jährlich Einnahmen in der Höhe von angeblich mehreren 100 Mio. Franken entgehen – alleine die Softwarebranche gibt die jährlichen Verluste mit ungefähr 400 Millionen Franken an. Die Musikindustrie gibt an, dass sie 2004 weltweit rund 2.1 Milliarden Dollar wegen der Piraterie verloren hat. Ihnen ist vor allem das Recht auf Privatkopie – zumindest im digitalen Bereich – ein Dorn im Auge. Ihre Forderungen gehen teilweise über den vorliegenden Entwurf hinaus. So fordert zum Beispiel der schweizerische Filmverleiherverband in seiner Stellungnahme zum neuen Urheberrecht, dass der Nutzer bei technisch geschützten Werken kein Recht auf eine Privatkopie mehr haben soll.
Weit gemässigter geben sich die Kultur-, Künstler, Urheberverbände etc. und bei den grossen Parteien die SP. Die Organisation Swissculture fordert in ihrer Stellungnahme beispielsweise, dass Downloads von einer illegalen Quelle zum privaten Eigengebrauch im neuen Gesetz explizit erlaubt werden (das URG beziehungsweise der neue Entwurf sieht für diese Frage keine Regelung vor) und sieht sich da gegenüber dem schweiz. Filmverleiherverband, der solche Handlungen am liebsten als Offizialdelikt verfolgt haben möchte.

#### Gegner
Die Gegner argumentieren vor allem mit den Nutzerinteressen. Der vorliegende Entwurf gehe einseitig auf die Wünsche der Urheber – insbesondere der Musik-, Film- und Softwareindustrie – und vernachlässige die Nutzerinteressen.
Die meistkritisierten Punkte sind die Einführung einer Geräteabgabe – insbesondere die Kumulierbarkeit mit der Leerträgerabgabe – und der Schutz von technischen Schutzmassnahmen wie DRM, Kopiersperren etc.
Bei der Geräteabgabe wird vor allem bemängelt, dass sie auf allen Geräten, die schon nur dazu geeignet sind, geschützte Werke zu vervielfältigen, erhoben werden soll und nicht nur auf denjenigen Geräten, deren Bestimmung es ist, Werke zu vervielfältigen. Weil sie mit der Leerträgerabgabe kumulierbar sein soll, wird befürchtet, dass die Nutzer doppelt zur Kasse gebeten werden. Beispielsweise durch die Leerträgerabgabe auf CD-Rohlinge und durch die Geräteabgabe, die beim Kauf eines CD-Brenners erhoben wird. Dazu kommt noch, dass die Nutzungsrechte mit DRM teilweise schon separat vergütet werden, ohne dass die Anwender auf ihren Anteil an der Geräte- beziehungsweise Leerträgerabgabe verzichten müssen.
Ein weiterer stark kritisierter Punkt ist der Schutz von technischen Schutzmassnahmen, insbesondere das Umgehungsverbot. Zwar sieht der Entwurf vor, dass der Nutzer mit rechtmässigen Zugang zum Schutzobjekt vom Anwender solcher Massnahmen deren Aufhebung verlangen kann. Er muss jedoch den Anwender selber ausfindig machen, was bedeuten würde, dass es für den Nutzer faktisch fast unmöglich sein wird, seine Rechte innert kurzer Frist wahrnehmen zu können.
Der Schutz von technischen Schutzmassnahmen und somit auch von DRM-Massnahmen stösst auch in der Open-Source-Community auf heftigen Widerstand. Es wird befürchtet, dass beispielsweise wegen DRM der Nutzer nicht mehr selber bestimmen kann, mit welchem Programm er seine Musik abspielen will oder im schlimmsten Fall, dass ein im Betriebssystem integriertes DRM verhindert, dass Open-Source-Software beziehungsweise Software der Konkurrenz installiert werden kann.

### Weitere strittige Punkte
Praktisch von allen Seiten wird die Möglichkeit begrüsst, geschützte Werke in einer behindertengerechten Form zugänglich zu machen.
Häufig wird auch kritisiert, dass sich der Entwurf gerade über den so zentralen Punkt der Piraterie ausschweigt und diesen Graubereich nicht klärt.
Ein weiterer umstrittener Punkt ist die Ausweitung der verwandten Schutzrechte, sowie das Fehlen eines Produzentenartikels, der bei einem Arbeits- oder Auftragsverhältnis eine automatische Übergabe der Urheberrechte an den Arbeit- beziehungsweise Auftraggeber analog der schon bestehenden Regelung bei Computerprogrammen bewirken soll.
All diese Punkte sind innerhalb der Gruppe der Befürworter beziehungsweise der Gegner umstritten.

### Inkrafttreten
Am 10. März 2006 hat der Bundesrat dem Parlament einen Entwurf zur Ratifikation von zwei Abkommen der Weltorganisation für geistiges Eigentum und zur Teilrevision des Urheberrechtsgesetzes unterbreitet. Mittelpunkt der Vorlage bildet ein Verbot, technische Massnahmen wie Zugangsschranken im Internet oder Kopiersperren auf CDs und DVDs zu umgehen.
Stände- und Nationalrat berieten die beiden Vorlagen zwischen Dezember 2006 und Oktober 2007 ohne sehr grosse Änderungen an den Entwürfen des Bundesrates vorzunehmen. Das Referendum wurde nicht ergriffen, so dass die Änderungen auf den 1. Juli 2008 in Kraft gesetzt wurden.

## Änderungsbemühungen seit 2015
Eine weitere Änderung des Urheberrechtes wurde 2015 eingeleitet, mehr oder weniger im gleichen Zeitraum wie die EU mit ihrer Urheberrechtsreform beschäftigt ist. Unter anderem soll Internet-Piraterie besser bekämpft werden, ohne dass dabei aber die Nutzer solcher Angebote kriminalisiert werden. Gleichzeitig werden die gesetzlichen Bestimmungen an die technologischen Entwicklungen angepasst. Nach einer kontrovers verlaufenen Vernehmlassung verabschiedete der Bundesrat im November 2017 seinen Revisionsentwurf zuhanden des Parlaments. Der Nationalrat begann die Beratungen im Dezember 2018. Seit Anfang 2019 ist der Ständerat als Zweitrat mit der Änderung des UWG beschäftigt. Der Stand der Beratungen zum Gesetz in den Räten kann in der Geschäftsdatenbank Curia Vista des Parlamentes unter 17.069 Urheberrechtsgesetz. Änderung nachverfolgt werden.